# Santo Antônio das Missões
Santo Antônio das Missões là một đô thị thuộc bang Rio Grande do Sul, Brasil. Đô thị này có diện tích 1714,239 km², dân số năm 2007 là 11863 người, mật độ 6,92 người/km².